# Широнін Петро Миколайович
Петро Миколайович Широнін (12 червня 1909 року, Кірс, Вятська губернія — 30 червень 1968 там же) — Герой Радянського Союзу, командир 1-го стрілецького взводу 8-ї роти 78-го гвардійського стрілецького полку 25-ї гвардійської стрілецької дивізії, лейтенант. Командир широнінців.

## Біографія
Народився 12 червня 1909 року в селищі Кірсинський завод Вятської губернії (нині місто Кірс Кіровської області). Закінчив педагогічний технікум, працював учителем у школі ФЗУ. Згодом став директором школи. У березні 1942 року був мобілізований до РСЧА. Пройшов навчання в 2-му Ленінградському піхотному училищі, яке дислокувалося в місті Глазов Удмуртської АРСР.
На фронтах Другої світової з 1943 року, командував 1-м взводом 8-ї роти 78-го гвардійського стрілецького полку (25-а гвардійська стрілецька дивізія, 6-а армія, Південно-Західний фронт).
2 березня 1943 року взвод лейтенанта Широнина, виконуючи бойове завдання, зайняв оборону на залізничному переїзді біля села Таранівка Харківської області. Протягом 5 днів до підходу основних сил взвод утримував позицію. 5 березня 1943 року гітлерівці кинули на позиції взводу 35 танків і бронемашин. У важкому бою взвод під командуванням Широніна втримав позицію, знищивши 16 танків і понад 100 солдатів противника. Бійці взводу, жертвуючи собою, кидалися з гранатами під танки противника. Лейтенант Широнін був важко поранений у цьому бою.

Звання Героя Радянського Союзу йому, як і всім бійцям взводу, було присвоєно 18 березня 1943 року. Після лікування він був комісований і демобілізований як інвалід 2-ї групи. Петро Широнін повернувся в рідне місто, продовжив педагогічну діяльність. Після війни П. М. Широнін, виступаючи перед молодими солдатами 25-ї гвардійської стрілецької дивізії, говорив:
Багато хто запитує мене: з чого починається подвиг? А з того, відповідаю я, в чому не завжди ще вміємо ми бачити найбільший сенс. Це буденна наше життя, повсякденні солдатські турботи. Ось ви сьогодні були на політзаняттях, рили окопи, штурмували смугу перешкод. Звідси, від вашого повсякденного ставлення до справи, і починається подвиг … В годину важкого випробування ніщо не з'являється в людині раптом. Якщо не було вміння, витримки, якщо не були високі моральні якості, придбані раніше, то і не народяться вони раптово в скрутну хвилину, як вважають деякі з вас …
Петро Миколайович Широнін помер 30 червня 1968 року. Похований на батьківщині.

## Пам'ять
- Вулиця імені Героя в місті Кірс.
- Вулиця імені Широнінців у Кірові.
- Зупинний пункт біля села Таранівка названий Широніне.
- У пам'ять подвигу Героїв Широнінців названий рибальський траулер.
- У Харкові є вулиці «Гвардійців Широнінців» і «Широнина Петра», планувалося будівництво станції метро «Гвардійців Широнінців».
- У Харкові встановлено бюст Широніна з переліком всіх героїв-широнінців.